# Sandaun
De provincie Sandaun (Tok Pisin voor sundown, zonsondergang), voorheen bekend als West-Sepik, is de meest noordwestelijke provincie van Papoea-Nieuw-Guinea. De hoofdstad is Vanimo.
De provincie grenst in het westen aan de Indonesische provincie Papoea.
De inwoners bewonen vooral het kustgebied rondom Aitape en het Torricelligebergte. Naast de ongeveer 95 lokale talen (waaronder de Amto-Musantalen) en het Tok Pisin wordt in Vanimo ook het Indonesische pidgin Bahasa gebruikt.

## Districten
- Aitape
- Amanab
- Lumi
- Nuku
- Telefomin
- Vanimo

Provincies: Central · Chimbu · Eastern Highlands · East New Britain · East Sepik · Enga · Gulf · Hela · Jiwaka · Madang · Manus · Milne Bay · Morobe · New Ireland · Northern · Southern Highlands · Western · Western Highlands · West New Britain · Sandaun

National Capital District      Autonome provincie: Bougainville